# 石油ピーク
石油ピーク（せきゆピーク、英: peak oil）とは、石油の産出量が最大となる時期・時点のこと。この時期を過ぎると、石油の産出量は減少の一途をたどる。

## 概要
この概念はそれぞれの油井単独での実測値と、複数の油井から得られた複合値を元に計算される。一般に1つの油田における石油の総産出量は、石油ピークに至るまで指数関数的に増加、ピークに達した後は石油が枯渇するまで減少する（時に急激な減少も見られる）。この概念はハバート・カーブに由来し、上記のような油井・油田単位だけの指標ではなく、一国の石油総生産量や全世界の石油総生産量にも同様に適用することができるとされている。P.R.オデール（オランダ、エラスムス大学）の研究では2030年頃に在来石油が、2060年に石油生産量がピークに達すると報告されている。しばしば石油ピークと石油減耗が混同されることがあるが、それは間違いであり、石油ピークが産出量が最大になる時期を指す言葉であるのに対し、石油減耗は石油ピーク以降の産出量の緩やかな減退を指す。
この概念はマリオン・キング・ハバートが1956年3月8日に米国石油学会で発表した論文上の予測モデルの中に現れていた。このモデルでは米国のLower 48（アラスカ・ハワイを除く48州）の石油生産量が1966年と1971年の間、頂点を達し、そしてそれ以降止むを得ず減少に転じるとされていた。1956年当時米国は世界一の石油生産国であり、その結論に対してほとんどの専門家や石油会社が極めて否定的であったが、ハバートの予測通り米国の石油生産量は1971年に一度ピークを迎え、シェールオイルが開発されるようになった2018年までこれを超えることが無かった。後にハバート・ピーク理論、ピーク・オイル論と呼ばれたこのモデルとそれに関連した多くの変化形モデルは、油井から油田、地域、国に至るまでの、石油生産におけるピークと減少を正確に表しており、また他の多くの有限資源に関しても、役に立つ指標であると証明されている。ハバート・モデルによれば、有限資源の生産量は開発限界と市場圧力による左右対称のロジスティック分布曲線を示すとされている。（時々正規分布曲線と比較されることがあるが、それは間違いである）。
国際エネルギー機関 (IEA) は2010年、世界の在来石油の生産量は2006年にピークを迎えていた可能性が高いとの報告書を発表した。報告書によれば、在来石油の生産量は同年の1日あたり7000万バレルをピークに、6800万～6900万バレル前後で停滞する可能性が高いとしている。ただし、今後も天然ガス液 (NGL) 等を含めた石油系燃料全体としての生産量は増加していくだろうとしている。